# Magnetised
Magnetised is een nummer van de Britse singer-songwriter Tom Odell uit 2016. Het is de tweede single van zijn tweede studioalbum Wrong Crowd.
In "Magnetised" zingt Tom over hoe hij als een magneet naar een vrouw wordt toegetrokken, maar de liefde blijkt niet wederzijds. Het nummer werd een klein hitje in een paar West-Europese landen. In het Verenigd Koninkrijk haalde het een bescheiden 40e positie. In Nederland haalde het de 5e positie in de Tipparade, en in Vlaanderen de eerste positie in de Tipparade.